# 扁桃周囲膿瘍
扁桃周囲膿瘍(へんとうしゅういのうよう)または、扁桃炎(へんとうえん)は、感染により扁桃の後部に膿が貯留する疾患である。
症状には、発熱、のどの痛み、開口障害、声の異変などがあげられる。通常、痛みは片側に偏る。合併症には、気道の閉塞または誤嚥性肺炎があげられる。
一般的に扁桃炎は多種の細菌による感染が原因である。レンサ球菌性咽頭炎にかかった後に発症することがよくある。通常、扁桃摘出術をした人には発症しない。診断は一般的に症状に基づいて行われる。合併症の可能性を除外するために医用画像処理が使用される場合がある。
治療は、膿の摘出、抗生物質投与、十分な水分補給、鎮痛剤投与である。ステロイドが有用な場合もある。一般的に入院は不要である。米国での罹患率は、年間10,000人あたり約3人である。扁桃炎が最も多く診られる年齢層は若年成人である。